# ریشما سوجانی
ریشما سوجانی (انگلیسی: Reshma Saujani؛ زادهٔ ۱۸ نوامبر ۱۹۷۵) وکیل و سیاستمدار اهل ایالات متحده آمریکا است. ریشما اصالتاً هندی است. او در ایلینوی بدنیا آمده است.  پدر و مادر او در اوگاندا زندگی می‌کنند.
او نویسنده‌ی کتاب شجاع باش دختر است